# Akhfennir

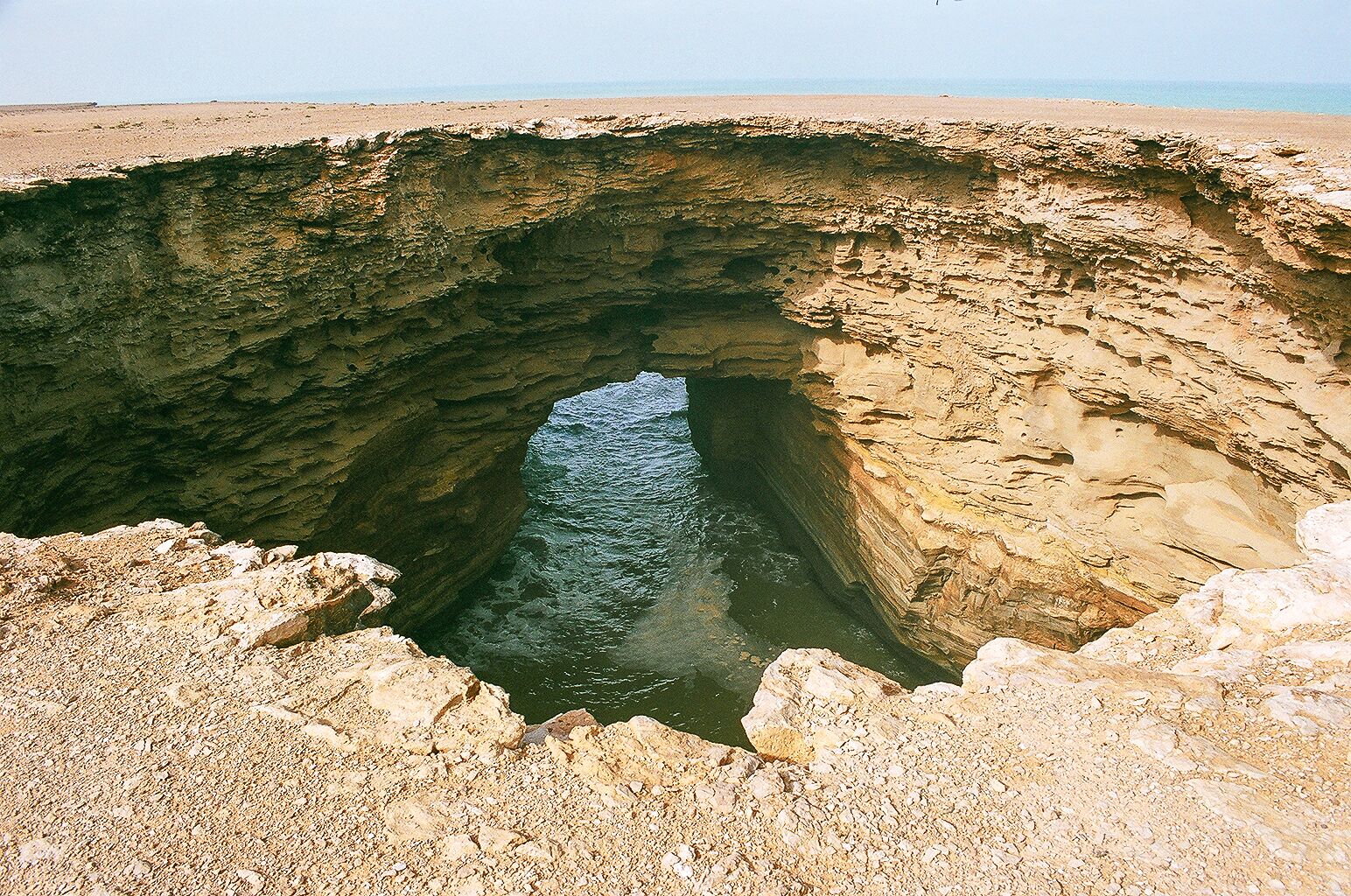
Naturbrücke bei Akhfennir

Akhfennir (arabisch أخفنير, DMG Aḫfannīr, Zentralatlas-Tamazight ⴰⵅⴼⵏⵉⵔ) ist ein Ort und eine Landgemeinde (commune rurale) mit ca. 3000 Einwohnern in der Region Laâyoune-Sakia El Hamra im Südwesten Marokkos.

## Lage und Klima
Akhfennir liegt an der N1 unmittelbar am Atlantischen Ozean etwa 100 km (Fahrtstrecke) östlich von Tarfaya in einer Höhe von
 0–100 m. Die Entfernung zur Hauptstadt Rabat beträgt ca. 960 km; bis nach Marrakesch sind es etwa 665 km. Das Klima ist beinahe wüstenartig trocken und heiß; Regen (ca. 50 mm/Jahr) fällt nahezu ausschließlich im Winterhalbjahr.

## Bevölkerungsentwicklung
| Jahr      | 1994 | 2004 | 2010 | 2024 |
| Einwohner | 1334 | 1583 | 2280 | 2841 |

Die Einwohner von Akhfennir setzen sich zusammen aus sesshaft gewordenen Nomaden und zugewanderten Berbern aus den Gebieten des Antiatlas.

## Wirtschaft und Geschichte
Der Ort war lange Zeit ein kleines, sich weitestgehend selbst versorgendes Fischerdorf mit etwa 200 Einwohnern. Erst nach der Unabhängigkeit Marokkos (1956), mit dem Bau der asphaltierten Straße und der faktischen Annektierung der Westsaharagebiete, erlebte der Ort einen wirtschaftlichen Aufschwung. Im Jahr 2014 wurde ca. 15 km außerhalb von Akhfennir ein Windpark in Betrieb genommen.

## Sehenswürdigkeiten
Der Khenifiss-Nationalpark liegt ca. 20 km westlich der Stadt.